# Lauf an der Pegnitz
Pour l’article homonyme, voir Lauf.
Lauf an der Pegnitz est une ville de Bavière et chef-lieu de l'arrondissement du Pays-de-Nuremberg.
Elle possède un château du XVe siècle, deux vieilles églises et deux gares, situées de part et d'autre de la rivière Pegnitz qui traverse la ville.

## Histoire
| Appartenances historiques Duché de Bavière-Landshut 1378-1392 Duché de Bavière-Ingolstadt 1392-1447 Duché de Bavière-Landshut 1447-1504 Saint-Empire (Ville libre de Nuremberg) 1504–1806 Royaume de Bavière 1806–1918 République de Weimar 1918–1933 Reich allemand 1933–1945 Allemagne occupée 1945–1949 Allemagne 1949–présent |

## Jumelages
Lauf est jumelée avec deux villes :
- Brive-la-Gaillarde (France)
- Nyköping (Suède)